# Milivojce
Milivojce es un pueblo ubicado en el territorio de Vranje, en el distrito de Pčinja, Serbia.

## Superficie
Posee una superficie de 3,035 kilómetros cuadrados.

## Demografía
Hasta 2011 la población era de 93 habitantes, con una densidad de población de 30,65 habitantes por kilómetro cuadrado.